# غيوك السفلى (باقران)
غيوك السفلى (بالفارسية: گیوک سفلی) هي مستوطنة تقع في إيران في قسم باقران الريفي. يقدر عدد سكانها بـ 28 نسمة .